# 人民共和運動
人民共和運動（法語：Mouvement Républicain Populaire, MRP）是法國第四共和時期基督教民主主義政黨，支持者主要為天主教徒，領導人包括喬治·皮杜爾、羅貝爾·舒曼、保羅·科斯特-弗洛雷（Paul Coste-Floret）、皮埃爾-亨利·泰讓（Pierre-Henri Teitgen）和皮埃爾·弗林姆蘭。在強調妥協、中間路線、反對極端和政壇暴力，並在多次籌組執政聯盟上，人民共和運動都擔當重要角色。在外交政策中，影響更加深遠，其黨員掌管外交部長達十年，最後更成功促成建立歐洲煤鋼共同體（歐盟之前身）。1950年代，其選民基礎逐漸被削弱，其影響力在1954年時已大不如前。